# Ituiutaba
Ituiutaba es un municipio brasilero del estado de Minas Gerais.

## Historia
El municipio tuvo varios nombres en el transcurrir de su historia: Campanhas do Tijuco, Capela do São José do Rio Tijuco (1833), Distrito de São José do Tijuco (1839), Villa Platina (1901) y, finalmente, Ituiutaba (1915) que, en una de las lenguas indígenas locales quiere decir "población del río Tijuco". Tijuco significa "barro". Sus principales fundadores fueron los leñadores Joaquim Morais y José da Silva Ramos, cuyos descendientes permanecen en esa región.
Los habitantes de la región eran los amerindios caiapós, llamados de tabajaras o "bilreiros", pertenecientes al grupo Jê, popularmente llamados como bugres.
Alrededor de 1819, llegaron a la región del Río Tijuco, Joaquim Antonio de Morais y José da Silva Ramos con sus familias. José da Silva Ramos, propuso al concuñado más joven Joaquim Antonio de Morais, que separasen una parte de sus tierras para la construcción de una capilla y un cementerio.
En 1915, el municipio pasó a llamarse Ituiutaba.

## Geografía
Está localizado en el pontal del Triángulo Minero, en el Meseta Central del Brasil. Su población estimada en el último censo, 2008, es de 109.926 habitantes.

### Clima
El clima de Ituiutaba puede ser clasificado como clima tropical de sabana (Aw), de acuerdo con la clasificación climática de Köppen.

## Economía
De clima ameno e hidrografía privilegiada, la ciudad es apta para recibir cualquier tipo de agroindustria. Posee un distrito industrial bien estructurado.

## Turismo
Siendo considerada la tercera ciudad más importante del Triángulo Minero, Ituiutaba aun conserva la tranquilidad de ciudad del interior, siendo un óptimo lugar para vivir.
El carnaval de la ciudad se tornó famoso en todo Brasil y es considerado el más animado del interior de Minas Gerais.
Con arquitectura moderna y grandes edificios, la ciudad se conserva con aires de gran ciudad.

## Ituiutabaenses ilustres
- Moacyr Franco - Actor, cantor y compositor.
- Bruno Gouveia - Vocalista de la banda Biquini Cavadão